# Christian Klien
Christian Klien (* 7. Februar 1983 in Hohenems, Vorarlberg) ist ein österreichischer Automobilrennfahrer. Er startete von 2004 bis 2010 in der Formel 1 und stand zuletzt bei HRT unter Vertrag.

## Karriere

### Anfänge im Motorsport
Bevor Klien sich auf den Motorsport konzentrierte, probierte er mehrere Sportarten aus. Im Alter von acht Jahren kam er zum ersten Mal mit der Formel 1 in Kontakt, als er sich mit seinem Vater durch ein Loch im Zaun ins Formel-1-Fahrerlager schlich. Dabei traf er den amtierenden Weltmeister Ayrton Senna. Nach dieser Begegnung konzentrierte er sich auf den Motorsport und begann seine Karriere 1995 im Kartsport, in dem er bis 1999 aktiv war.
1999 gab er außerdem sein Debüt im Formelsport und wurde auf Anhieb Vierter der Formel BMW Junior. 2000 wechselte er in die deutsche Formel BMW, in der er für das Team Rosberg antrat. Nachdem er in seiner ersten Saison den zehnten Platz belegt hatte, blieb er 2001 beim Team Rosberg und verbesserte sich mit fünf Siegen auf den dritten Gesamtrang. 2002 wechselte er zu JD Motorsport und startete sowohl in der deutschen Formel Renault, als auch im Formel Renault 2.0 Eurocup. Während er mit vier Siegen vor Bruno Spengler den Meistertitel der deutschen Formel Renault gewann, wurde er Sechster im Formel Renault 2.0 Eurocup.
2003 wurde er zusammen mit Markus Winkelhock von Mücke Motorsport für die neugegründete Formel-3-Euroserie unter Vertrag genommen. Klien gewann drei Rennen und konkurrierte mit Ryan Briscoe um den Meistertitel. Am Ende musste er sich Briscoe mit 110 zu 89 Punkten geschlagen geben und wurde Vizemeister. Außerdem gewann er das prestigeträchtige Formel-3-Masters in Zandvoort vor Nelson Piquet junior und wurde zu Vorarlbergs Sportler des Jahres sowie zum österreichischen Automobilsportler des Jahres gewählt.

### Formel 1
Ende November 2003 durfte Klien zusammen mit Townsend Bell für Jaguar Racing Formel-1-Testfahrten absolvieren. Dabei überzeugte der Österreicher das Team so sehr, dass sie ihm für die Saison 2004 als Teamkollegen von Mark Webber unter Vertrag nahmen. Das Sponsorengeld von Red Bull, die Klien förderten, soll dabei laut Aussagen des Teams nicht den Ausschlag gegeben haben. Der Österreicher konnte bei den meisten Rennen nicht mit seinem Teamkollegen mithalten und erzielte als Sechster beim Großen Preis von Belgien nur einmal Punkte. Am Saisonende belegte er den 16. Platz.

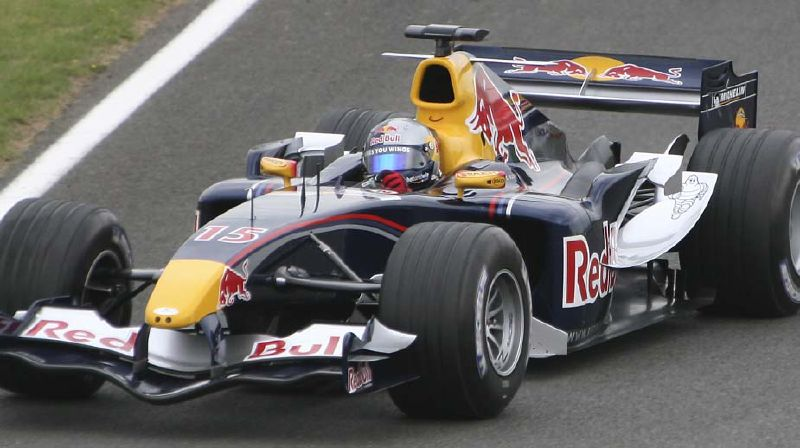
Christian Klien im Red Bull RB1 2005 in Silverstone

Nach der Saison 2004 übernahm Dietrich Mateschitz das Jaguar-Team und nannte es in Red Bull Racing um. Neben David Coulthard, den man von McLaren verpflichtet hatte, sollte Klien 2005 das zweite Cockpit im Wechsel mit dem Italiener Vitantonio Liuzzi, der 2004 die internationale Formel-3000-Meisterschaft gewonnen hatte, übernehmen. Nachdem Klien die ersten drei Grands Prix absolvieren durfte, musste er sein Cockpit für die nächsten vier Rennen an Liuzzi abgeben. Die restlichen Rennen durfte Klien allesamt absolvieren. Insgesamt konnte er bei zwei Rennen, bei denen er im Cockpit saß, nicht starten. Am Saisonende belegte der Österreicher mit neun Punkten den 15. Gesamtrang.
2006 behielt Klien das zweite Cockpit neben Coulthard. Pech hatte Klien beim Großen Preis von Monaco, als ein Defekt an fünfter Stelle liegend sein Rennen beendete. Da er wie schon im Vorjahr nicht mit seinem erfahrenen Teamkollegen mithalten konnte, gab es bereits während der Saison Gerüchte, dass man das zweite Cockpit bei Red Bull Racing neu besetzen wollte. Für die Scuderia Toro Rosso, das Schwesterteam von Red Bull Racing, kam Klien nach Aussagen des Teams nicht in Frage. Schlussendlich wurde Klien nach teaminternen Differenzen bereits drei Rennen vor Saisonende von Red Bull freigestellt und durch Robert Doornbos ersetzt. Der Auslöser für die Trennung war, dass Klien übers Fernsehen ausrichten ließ, dass er nicht für Red Bull in der Champ-Car-Series fahren wolle.

### Testfahrer in der Formel 1 und Debüt im Langstreckensport

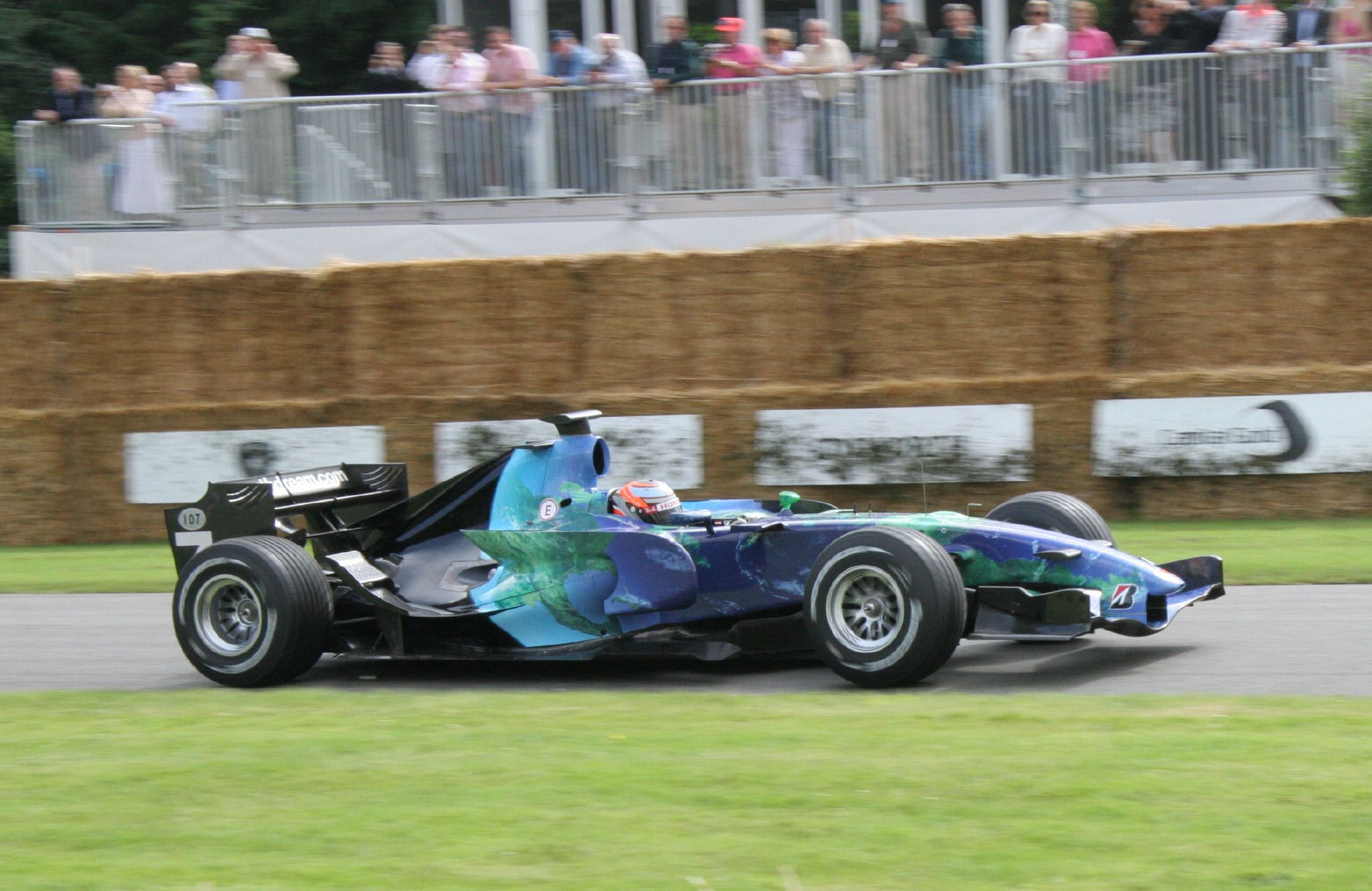
Klien beim Goodwood Festival of Speed im Honda RA107 (2007)

Nachdem zunächst über einen sofortigen Wechsel als Testfahrer zu Midland F1 Racing spekuliert worden war, wurde er für die Saison 2007 Testfahrer beim Formel-1-Team von Honda. In dieser Funktion durfte Klien den Einsatzpiloten Jenson Button, der wegen Muskelschmerzen im Rücken pausieren musste, beim Training zum Großen Preis von Großbritannien vertreten.
Nach der Auflösung des Vertrages von Christijan Albers bei Spyker im Juli 2007 zeigte das niederländische Team, wie schon vor der Saison, als es unter dem Namen Midland gemeldet war, Interesse an Klien. Er durfte Mitte Juli den Spyker in Spa-Francorchamps testen, konnte jedoch das Team nicht davon überzeugen, ihn für das kommende Rennen auf dem Nürburgring als Stammfahrer einzusetzen. Stattdessen bekam der Deutsche Markus Winkelhock, sein ehemaliger Teamkollege aus der Formel-3-Euroserie und bis dahin Testfahrer des Teams, das Cockpit für dieses Rennen. Für den Rest der Saison wurde der Japaner Sakon Yamamoto, der Sponsoren mitbrachte, eingesetzt.

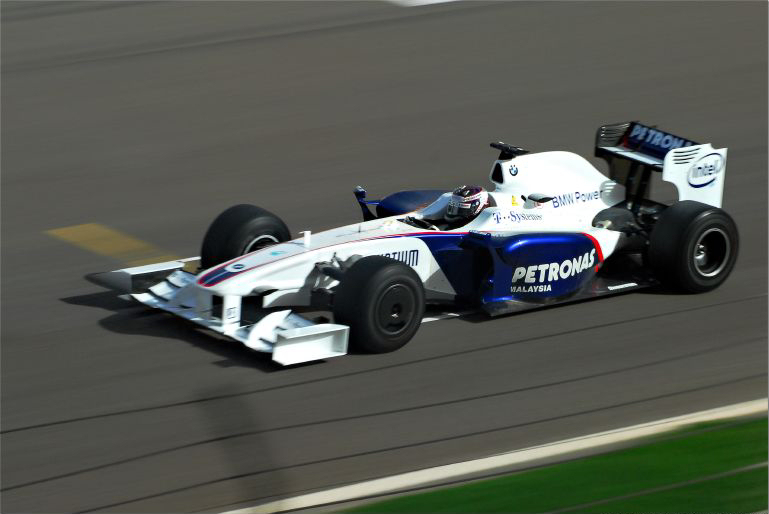
Klien testet den BMW Sauber F1.09 in Bahrain 2009

Ende November wurde der Österreicher vom Spyker-Nachfolgeteam Force India zu Testfahrten nach Barcelona eingeladen. Zusammen mit mehreren Anwärtern bewarb sich Klien mit seinen Testrunden für einen Stammplatz in der Saison 2008. Dabei erzielte der Österreicher die schnellste Zeit aller Bewerber, die jedoch an unterschiedlichen Tagen mit unterschiedlichen Bedingungen gefahren wurden. Letztlich entschied sich das indische Team gegen Klien und für den Italiener Giancarlo Fisichella als Stammfahrer für 2008. Klien selbst wurde für die Saison 2008 als Test- und Ersatzfahrer bei BMW Sauber F1 Team engagiert. Im Juni 2008 belegte Klien mit Franck Montagny und Ricardo Zonta auf einem Peugeot 908 HDi FAP den dritten Rang beim 24-Stunden-Rennen von Le Mans. 2009 blieb Klien als Testfahrer bei BMW Sauber und trat erneut zum 24-Stunden-Rennen von Le Mans an. Diesmal wurde er mit Nicolas Minassian und Pedro Lamy als Teamkollegen auf einem Peugeot 908 HDi FAP Sechster. Im Mai 2009 gewann er zusammen mit seinen Teamkollegen Minassian und Simon Pagenaud das 1000-km-Rennen von Spa-Francorchamps.
Nachdem das BMW Sauber F1 Team an Peter Sauber verkauft worden war, besaß Klien zunächst kein Cockpit für die Saison 2010. Seit Mai 2010 war Klien neben Yamamoto zunächst Test- und Ersatzfahrer beim spanischen Formel-1-Team HRT. Nachdem sein japanischer Teamkollege schon Rennen bestreiten durfte und Klien zwei freie Trainings absolviert hatte, bestritt er beim Großen Preis von Singapur sein erstes Formel-1-Rennen seit 2006. Er sprang als Ersatzfahrer ein, da Yamamoto mit einer angeblichen Lebensmittelvergiftung ausfiel. Im Nachhinein stellte sich heraus, dass Yamamotos Mutter, welche Yamamoto das Cockpit finanzierte, die Zahlung nicht rechtzeitig vor dem Rennwochenende an HRT überwiesen hatte. Obwohl Klien kaum Erfahrung mit dem Auto hatte, war er auf Anhieb schneller als sein Teamkollege Bruno Senna. Im Rennen fiel er mit technischen Problemen aus. Drei Rennen später, beim Großen Preis von Brasilien, kehrte der Österreicher für die letzten zwei Saisonrennen ins HRT-Cockpit zurück. Am Saisonende belegte er den 27. Gesamtrang in der Fahrerweltmeisterschaft.

### Wechsel in den Langstreckensport

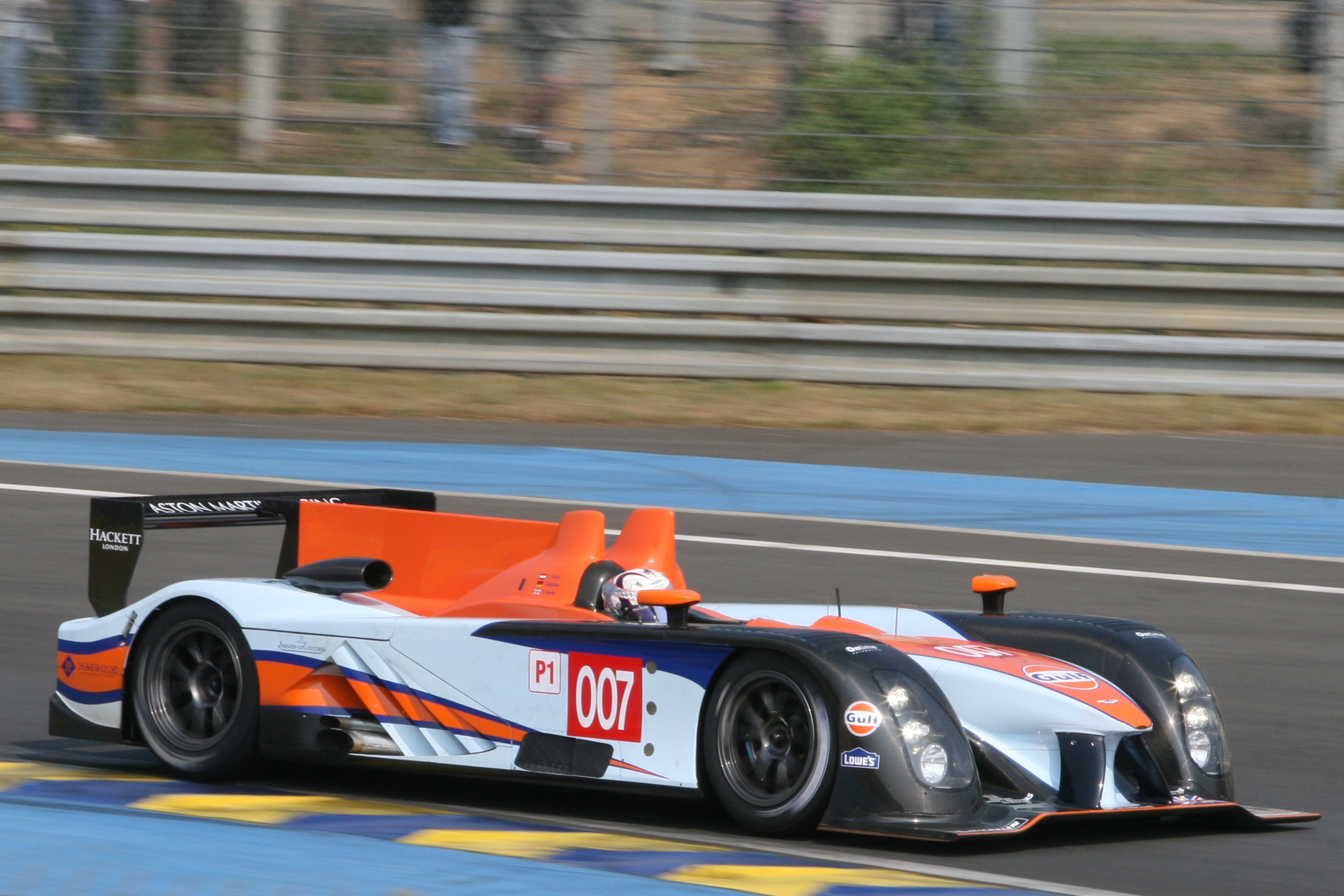
Christian Klien beim Le-Mans-Vortest im April 2011 im Aston Martin AMR-One

Nachdem Klien für die Formel-1-Weltmeisterschaft 2011 keinen Vertrag erhalten hatte, entschied er sich für einen Wechsel in den Langstreckensport, in dem er bereits parallel zu seinem Formel-1-Testfahrer-Engagement angetreten war. Er startete nun für Aston Martin Racing und pilotierte dort den neu entwickelten Aston Martin AMR-One. Das Fahrzeug erwies sich als fehleranfällig und so konnte Klien den Lauf in Le Mans nicht beenden. Daher wechselte Aston Martin zum Ende der Saison auf den Vorjahreswagen Lola-Aston Martin LMP1, den er in Silverstone mit Adrián Fernández und Harold Primat auf den 6. Rang fuhr.
2012 startete Klien in der Superstars Serie und gewann gleich bei seinem Debüt am Hungaroring. Für den Herbst hat er einen Vertrag bei Supercheap Auto Racing-Team erhalten und startet bei den Langstreckenrennen der V8 Supercar Series in Australien.
Am 23. September 2015 bestätigte das Team von Zele Racing aus Kärnten die Verpflichtung von Klien, der in der Renault Sport Trophy auf einem Renault Sport R.S. 01 bereits am folgenden Wochenende (26./27. September) in Le Mans starten werde. Klien belegte bei diesem Debüt Platz 5 im Endurance Race und Platz 6 im Sprintrennen.

## Persönliches
Im Frühjahr 2006 verlegte Klien seinen Wohnsitz von Hohenems in den Nachbarort Diepoldsau in der Schweiz. Ab Januar 2017 absolvierte Klien seinen Grundwehrdienst in der Walgau-Kaserne in Bludesch.

## Statistik

### Karrierestationen
| - 1995–1999: Kartsport - 1999: Formel BMW Junior (Platz 4) - 2000: Deutsche Formel BMW (Platz 10) - 2001: Deutsche Formel BMW (Platz 3) - 2002: Deutsche Formel Renault (Meister) - 2002: Formel Renault 2.0 Eurocup (Platz 6) | - 2003: Formel-3-Euroserie (Platz 2) - 2004: Formel 1 (Platz 16) - 2005: Formel 1 (Platz 15) - 2006: Formel 1 (Platz 18) - 2007: Formel 1 (Testfahrer) - 2008: Formel 1 (Testfahrer) | - 2008: American Le Mans Series, LMP1-Klasse (Platz 12) - 2009: Formel 1 (Testfahrer) - 2009: American Le Mans Series, LMP1-Klasse (Platz 16) - 2009: Le Mans Series, LMP1-Klasse (Platz 10) - 2010: Formel 1 (Platz 27) |

### Statistik in der Formel-1-Weltmeisterschaft

#### Gesamtübersicht
| Saison | Team                    | Chassis         | Motor            | Rennen | Siege | Zweiter | Dritter | Poles | schn. Rennrunden | Punkte | WM-Pos. |
| ------ | ----------------------- | --------------- | ---------------- | ------ | ----- | ------- | ------- | ----- | ---------------- | ------ | ------- |
| 2004   | Jaguar Racing           | Jaguar R5 / R5B | Cosworth 3.0 V10 | 18     | –     | –       | –       | –     | –                | 3      | 16.     |
| 2005   | Red Bull Racing         | Red Bull RB1    | Cosworth 3.0 V10 | 13     | −     | −       | −       | −     | −                | 9      | 15.     |
| 2006   | Red Bull Racing         | Red Bull RB2    | Ferrari 2.4 V8   | 15     | −     | −       | −       | −     | −                | 2      | 18.     |
| 2010   | Hispania Racing F1 Team | HRT F110        | Cosworth 2.4 V8  | 3      | –     | –       | –       | –     | –                | –      | 27.     |
| Gesamt | Gesamt                  | Gesamt          | Gesamt           | 49     | –     | –       | –       | –     | –                | 14     |         |

#### Einzelergebnisse
| Saison | 1   | 2   | 3   | 4   | 5   | 6   | 7  | 8   | 9   | 10 | 11 | 12  | 13 | 14  | 15  | 16 | 17 | 18 | 19 |
| ------ | --- | --- | --- | --- | --- | --- | -- | --- | --- | -- | -- | --- | -- | --- | --- | -- | -- | -- | -- |
| 2004   |     |     |     |     |     |     |    |     |     |    |    |     |    |     |     |    |    |    |    |
| 11     | 10  | 14  | 14  | DNF | DNF | 12  | 9  | DNF | 11  | 14 | 10 | 13  | 6  | 13  | DNF | 12 | 14 |    |    |
| 2005   |     |     |     |     |     |     |    |     |     |    |    |     |    |     |     |    |    |    |    |
| 7      | 8   | DNS | TD  | TD  | TD  | TD  | 8  | DNS | DNF | 15 | 9  | DNF | 8  | 13  | 9   | 9  | 9  | 5  |    |
| 2006   |     |     |     |     |     |     |    |     |     |    |    |     |    |     |     |    |    |    |    |
| 8      | DNF | DNF | DNF | DNF | 13  | DNF | 14 | 11  | DNF | 12 | 8  | DNF | 11 | 11  |     |    |    |    |    |
| 2010   |     |     |     |     |     |     |    |     |     |    |    |     |    |     |     |    |    |    |    |
|        |     |     |     | PO  |     |     |    | PO  |     |    |    |     |    | DNF |     |    | 22 | 20 |    |

| Legende  | Legende            | Legende                                                          |
| Farbe    | Abkürzung          | Bedeutung                                                        |
| -------- | ------------------ | ---------------------------------------------------------------- |
| Gold     | –                  | Sieg                                                             |
| Silber   | –                  | 2. Platz                                                         |
| Bronze   | –                  | 3. Platz                                                         |
| Grün     | –                  | Platzierung in den Punkten                                       |
| Blau     | –                  | Klassifiziert außerhalb der Punkteränge                          |
| Violett  | DNF                | Rennen nicht beendet (did not finish)                            |
| Violett  | NC                 | nicht klassifiziert (not classified)                             |
| Rot      | DNQ                | nicht qualifiziert (did not qualify)                             |
| Rot      | DNPQ               | in Vorqualifikation gescheitert (did not pre-qualify)            |
| Schwarz  | DSQ                | disqualifiziert (disqualified)                                   |
| Weiß     | DNS                | nicht am Start (did not start)                                   |
| Weiß     | WD                 | zurückgezogen (withdrawn)                                        |
| Hellblau | PO                 | nur am Training teilgenommen (practiced only)                    |
| Hellblau | TD                 | Freitags-Testfahrer (test driver)                                |
| ohne     | DNP                | nicht am Training teilgenommen (did not practice)                |
| ohne     | INJ                | verletzt oder krank (injured)                                    |
| ohne     | EX                 | ausgeschlossen (excluded)                                        |
| ohne     | DNA                | nicht erschienen (did not arrive)                                |
| ohne     | C                  | Rennen abgesagt (cancelled)                                      |
| ohne     | keine WM-Teilnahme |                                                                  |
| sonstige | P/fett             | Pole-Position                                                    |
| sonstige | 1/2/3/4/5/6/7/8    | Punktplatzierung im Sprint-/Qualifikationsrennen                 |
| sonstige | SR/kursiv          | Schnellste Rennrunde                                             |
| sonstige | *                  | nicht im Ziel, aufgrund der zurückgelegten Distanz aber gewertet |
| sonstige | ()                 | Streichresultate                                                 |
| sonstige | unterstrichen      | Führender in der Gesamtwertung                                   |

### Le-Mans-Ergebnisse
| Jahr | Team                | Fahrzeug             | Teamkollege       | Teamkollege     | Platzierung | Ausfallsgrund |
| ---- | ------------------- | -------------------- | ----------------- | --------------- | ----------- | ------------- |
| 2008 | Team Peugeot Total  | Peugeot 908 HDi FAP  | Franck Montagny   | Ricardo Zonta   | Rang 3      |               |
| 2009 | Team Peugeot Total  | Peugeot 908 HDi FAP  | Nicolas Minassian | Pedro Lamy      | Rang 6      |               |
| 2011 | Aston Martin Racing | Aston Martin AMR-One | Darren Turner     | Stefan Mücke    | Ausfall     | Motorschaden  |
| 2014 | Morand Racing       | Morgan LMP2          | Gary Hirsch       | Romain Brandela | Rang 10     |               |

### Sebring-Ergebnisse
| Jahr | Team               | Fahrzeug            | Teamkollege | Teamkollege       | Platzierung | Ausfallgrund |
| ---- | ------------------ | ------------------- | ----------- | ----------------- | ----------- | ------------ |
| 2009 | Team Peugeot Total | Peugeot 908 HDi FAP | Pedro Lamy  | Nicolas Minassian | Ausfall     | Mechanik     |

### Einzelergebnisse in der FIA-Langstrecken-Weltmeisterschaft
| Saison | Team          | Rennwagen   | 1   | 2   | 3   | 4   | 5   | 6   | 7   | 8   |
| ------ | ------------- | ----------- | --- | --- | --- | --- | --- | --- | --- | --- |
| 2014   | Morand Racing | Morgan LMP2 | SIL | SPA | LEM | AUS | FUJ | SHA | BAH | SAO |
| 2014   | Morand Racing | Morgan LMP2 | 10  |     |     |     |     |     |     |     |
| 2015   | Team Kolles   | CLM P1/01   | SIL | SPA | LEM | NÜR | AUS | FUJ | SHA | BAH |
| 2015   | Team Kolles   | CLM P1/01   | DNF |     |     |     |     |     |     |     |